# V404 Возничего
V404 Возничего (лат. V404 Aurigae) — двойная затменная переменная звезда типа Беты Лиры (EB) в созвездии Возничего на расстоянии приблизительно 4576 световых лет (около 1403 парсеков) от Солнца. Видимая звёздная величина звезды — от +12,79m до +12,2m. Орбитальный период — около 0,7543 суток (18,104 часов).

## Характеристики
Первый компонент — белая звезда спектрального класса F-A. Радиус — около 2,35 солнечных, светимость — около 15,458 солнечных. Эффективная температура — около 7465 K.